# Upplands runinskrifter 203
Upplands runinskrifter 203 är en runsten vid Angarns kyrka i Angarns socken och Vallentuna kommun i Uppland.
U 202, U 203 och U 204 är uppställda bredvid varandra utanför kyrkogårdsmuren, varav U 203 står längst till höger mot portalen. På tavlan bredvid har dock inskrifterna till U 203 och U 204 blivit förväxlade.
U 203 hör ihop med U 194 i Väsby, 3 km öster om Angarns kyrka, som berättar om samme Alle.

## Inskriften
Translitterering av runraden:
ali lit -... ...-(i)n þino ' aftiʀ ' ulf sun sin ' faþur ' fraikirþaʀ ' i uisbi ' rit is ristit
Normalisering till runsvenska:
Ali/Alli let [ræisa st]æin þenna æftiʀ Ulf, sun sinn, faður Frøygærðaʀ i Vesby. Rett es ristit.
Översättning till nusvenska:
Alle lät resa denna sten efter Ulv, sin son, fader till Frögärd i Väsby. Rätt är ristat.

## Texten
Ortnamnet har tidigare tolkats som Ösby, men det är av allt att döma felaktigt. En linje i den korsande slingknuten bör läsas som en i-runa och man får då uisbi dvs. Väsby. Det är också vid denna gård som U 194 står.
Även tolkningen av Frögärd som runristare (jfr Frögärd i Ösby) är föråldrad och uppgiven redan i Upplands runinskrifter 1943. Stenen är utan tvivel ristad av Åsmund Kåresson.[källa behövs]